# Вест-Вендовер (Невада)
Вест-Вендовер (англ. West Wendover) — місто (англ. city) в США, в окрузі Елко штату Невада. Населення — 4512 особи (2020).

## Географія
Вест-Вендовер розташований за координатами 40°44′25″ пн. ш. 114°4′43″ зх. д. / 40.74028° пн. ш. 114.07861° зх. д. (40.740253, -114.078633).  За даними Бюро перепису населення США в 2010 році місто мало площу 19,38 км², з яких 19,38 км² — суходіл та 0,00 км² — водойми.

### Клімат
| Клімат : Вест-Вендовер  | Клімат : Вест-Вендовер | Клімат : Вест-Вендовер | Клімат : Вест-Вендовер | Клімат : Вест-Вендовер | Клімат : Вест-Вендовер | Клімат : Вест-Вендовер | Клімат : Вест-Вендовер | Клімат : Вест-Вендовер | Клімат : Вест-Вендовер | Клімат : Вест-Вендовер | Клімат : Вест-Вендовер | Клімат : Вест-Вендовер | Клімат : Вест-Вендовер |
| Показник                | Січ.                   | Лют.                   | Бер.                   | Квіт.                  | Трав.                  | Черв.                  | Лип.                   | Серп.                  | Вер.                   | Жовт.                  | Лист.                  | Груд.                  | Рік                    |
| Абсолютний максимум, °C | 17,8                   | 26,7                   | 27,2                   | 33,3                   | 39,4                   | 40,6                   | 44,4                   | 43,3                   | 39,4                   | 32,2                   | 25,6                   | 18,3                   | 44,4                   |
| Середній максимум, °C   | 2,1                    | 6,1                    | 11,7                   | 16,9                   | 22,6                   | 28,3                   | 33,6                   | 32,2                   | 26,1                   | 17,6                   | 8,7                    | 2,8                    | 17,4                   |
| Середній мінімум, °C    | −7,4                   | −4,2                   | 0,0                    | 4,5                    | 9,7                    | 14,7                   | 19,4                   | 18,0                   | 11,8                   | 5,2                    | −1,7                   | −6,4                   | 5,3                    |
| Абсолютний мінімум, °C  | −26,7                  | −24,4                  | −13,3                  | −7,2                   | −3,3                   | −0,6                   | 6,1                    | 2,2                    | −2,2                   | −7,8                   | −15                    | −27,8                  | −27,8                  |
| Норма опадів, мм        | 7                      | 7                      | 9                      | 12                     | 18                     | 13                     | 6                      | 9                      | 9                      | 12                     | 7                      | 6                      | 115                    |
| ----------------------- | ---------------------- | ---------------------- | ---------------------- | ---------------------- | ---------------------- | ---------------------- | ---------------------- | ---------------------- | ---------------------- | ---------------------- | ---------------------- | ---------------------- | ---------------------- |
| Джерело:                |                        |                        |                        |                        |                        |                        |                        |                        |                        |                        |                        |                        |                        |

## Демографія
Згідно з переписом 2010 року, у місті мешкало 4410 осіб у 1354 домогосподарствах у складі 1007 родин. Густота населення становила 228 осіб/км².  Було 1504 помешкання (78/км²).
Расовий склад населення:
| - 60,3 % — білих - 1,8 % — корінних американців - 1,3 % — азіатів - 0,7 % — вихідців з тихоокеанських островів - 0,6 % — чорних або афроамериканців - 31,1 % — осіб інших рас |

До двох чи більше рас належало 4,1 %. Частка іспаномовних становила 61,7 % від усіх жителів.
За віковим діапазоном населення розподілялося таким чином: 38,4 % — особи молодші 18 років, 57,2 % — особи у віці 18—64 років, 4,4 % — особи у віці 65 років та старші. Медіана віку мешканця становила 27,0 року. На 100 осіб жіночої статі у місті припадало 111,8 чоловіків;  на 100 жінок у віці від 18 років та старших — 107,7 чоловіків також старших 18 років.
Середній дохід на одне домашнє господарство  становив 50 546 доларів США (медіана — 43 077), а середній дохід на одну сім'ю — 48 484 долари (медіана — 43 750). Медіана доходів становила 32 629 доларів для чоловіків та 27 833 долари для жінок. За межею бідності перебувало 28,5 % осіб, у тому числі 40,8 % дітей у віці до 18 років та 0,0 % осіб у віці 65 років та старших.
Цивільне працевлаштоване населення становило 2021 осіб. Основні галузі зайнятості: мистецтво, розваги та відпочинок — 73,8 %, роздрібна торгівля — 6,6 %, освіта, охорона здоров'я та соціальна допомога — 6,2 %.